# ジム・ウォルトン
ジェームズ・カー・ウォルトン（James Carr Walton、1948年6月7日 - ）は、ウォルマート創業者サム・ウォルトンの三男。

## 人物
アーベスト銀行のCEO。純資産は168億ドルでForbes誌によると世界で23番目の資産家。
兄弟に兄のS・ロブソン・ウォルトンとジョン・T・ウォルトン、妹のアリス・ウォルトンがいる。
Lynne McNabb Waltonと結婚し、Alice Anne Walton、Thomas Layton Walton、Stewart Lawrence Waltonをもうける。家族はアーカンソー州ベントンビルに住んでいる。
| スタブアイコン | サブスタブ | この項目は、まだ閲覧者の調べものの参照としては役立たない、人物に関連した書きかけの項目です。この項目を加筆・訂正などしてくださる協力者を求めています（P:人物伝/PJ:人物伝）。 |